# Metegol (álbum)
Metegol es el sexto álbum como solista del cantante y compositor argentino Raúl Porchetto. Fue publicado en 1980. La canción homónima quedó incluida entre las mejores 100 canciones del rock argentino.

## Lista de canciones
| N.º   | Título                     | Duración |  |
| 1.    | «Metegol»                  | 2:53     |  |
| 2.    | «Nunca quise entender»     | 4:08     |  |
| 3.    | «Aquí, el planeta»         | 3:28     |  |
| 4.    | «Donde hay un cine»        | 4:52     |  |
| 5.    | «Empezando la vida»        | 1:55     |  |
| 6.    | «Cruzando Buenos Aires»    | 2:55     |  |
| 7.    | «Arriba aún está el cielo» | 3:52     |  |
| 8.    | «Algo de paz»              | 3:35     |  |
| 9.    | «Todos contra todos»       | 3:30     |  |
| 10.   | «Truenos y rayos»          | 3:49     |  |
| 34:57 |                            |          |  |